# Reload (minialbum NCT Dream)
Reload – czwarty minialbum NCT Dream – podgrupy południowokoreańskiego boysbandu NCT. Ukazał się 29 kwietnia 2020 roku, nakładem wytwórni SM Entertainment. Płytę promował singel „Ridin".

## Lista utworów
| CD | CD                                | CD                           | CD | CD                             | CD      |
| Nr | Tytuł utworu                      | Tekst                        | Kompozycja | Aranżacja                      | Długość |
| -- | --------------------------------- | ---------------------------- | --- | ------------------------------ | ------- |
| 1. | „Ridin”                           | Jang Jeong-won, Rick Bridges | Jonatan Gusmark (Moonshine), Ludvig Evers (Moonshine), Julien Maurice Moore, Jeremy "Tay" Jasper, Adrian McKinnon, Darius Martin, Hautboi Rich | Moonshine                      | 3:21    |
| 2. | „Quiet Down”                      | Jang Han-bit                 | Timothy "BOS" Bullock, Jeremy "Tay" Jasper, Sara Forsberg, Jordain Johnson, Zachary Chicoine                                                   | Timothy "BOS" Bullock          | 3:08    |
| 3. | „7 Days” (kor. 내게 말해줘)       | Kang Eun-jung                | Henrik Bryld Wolsing, Castle, minGtion (ADC Music)                                                                                             | Easthigh, minGtion (ADC Music) | 3:17    |
| 4. | „Love Again” (kor. 사랑은 또다시) | Shin Jin-hye, Jung Mul-hwa   | Mike Daley, Mitchell Owens, Jeff Lewis, Micky Blue                                                                                             | Mike Daley, Mitchell Owens     | 3:30    |
| 5. | „Puzzle Piece” (kor. 너의 자리)   | Hwang Yoo-bin, Jeno, Jaemin  | Josh Cumbee, Andrew Allen | Josh Cumbee, Andrew Allen      | 3:47    |

## Notowania
| Lista                              | Pozycja |
| ---------------------------------- | ------- |
| Circle Weekly Album Chart          | 1       |
| Hungarian Albums (MAHASZ)          | 39      |
| Japanese Albums (Oricon)           | 2       |
| Japan Hot Albums (Billboard Japan) | 11      |
| Polish Albums (ZPAV)               | 29      |
| US World Albums (Billboard)        | 7       |

## Sprzedaż
| Kraj             | Sprzedaż |
| ---------------- | -------- |
| Korea Południowa | 806 945  |